# Pedicularis kerneri
Espèce
Classification APG III (2009)
La pédiculaire de Kerner (Pedicularis kerneri) est une plante herbacée vivace appartenant à la famille des Scrophulariaceae selon la classification classique de Cronquist (1981) ou à la famille des Orobanchaceae selon la classification phylogénétique et au genre Pedicularis.

## Description

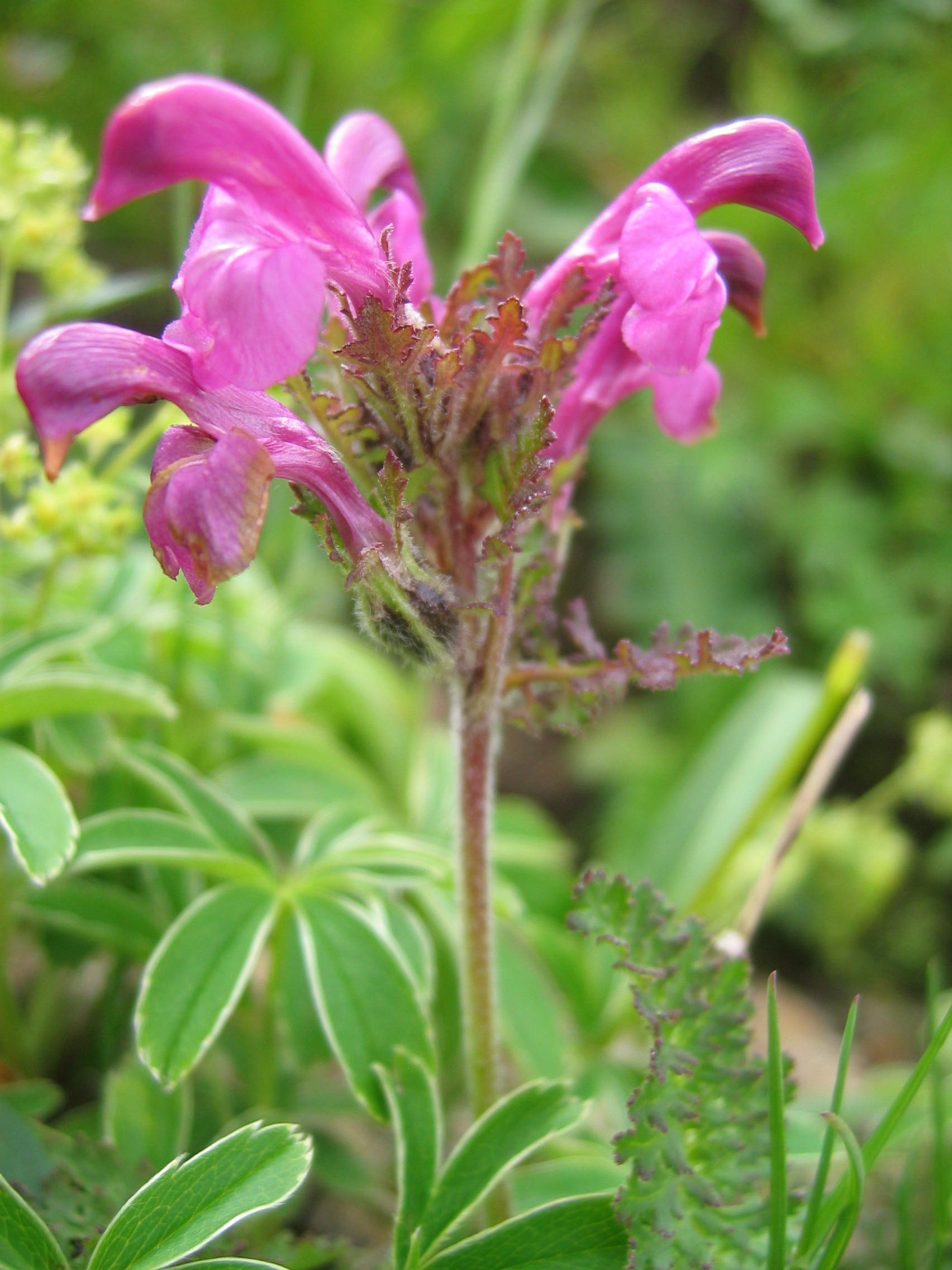
Pédiculaire de Kerner

Tige grêle et rampante. Fleurs peu nombreuses rose vif, munies d'un long bec.